# شبه‌جزیره سان‌فرانسیسکو

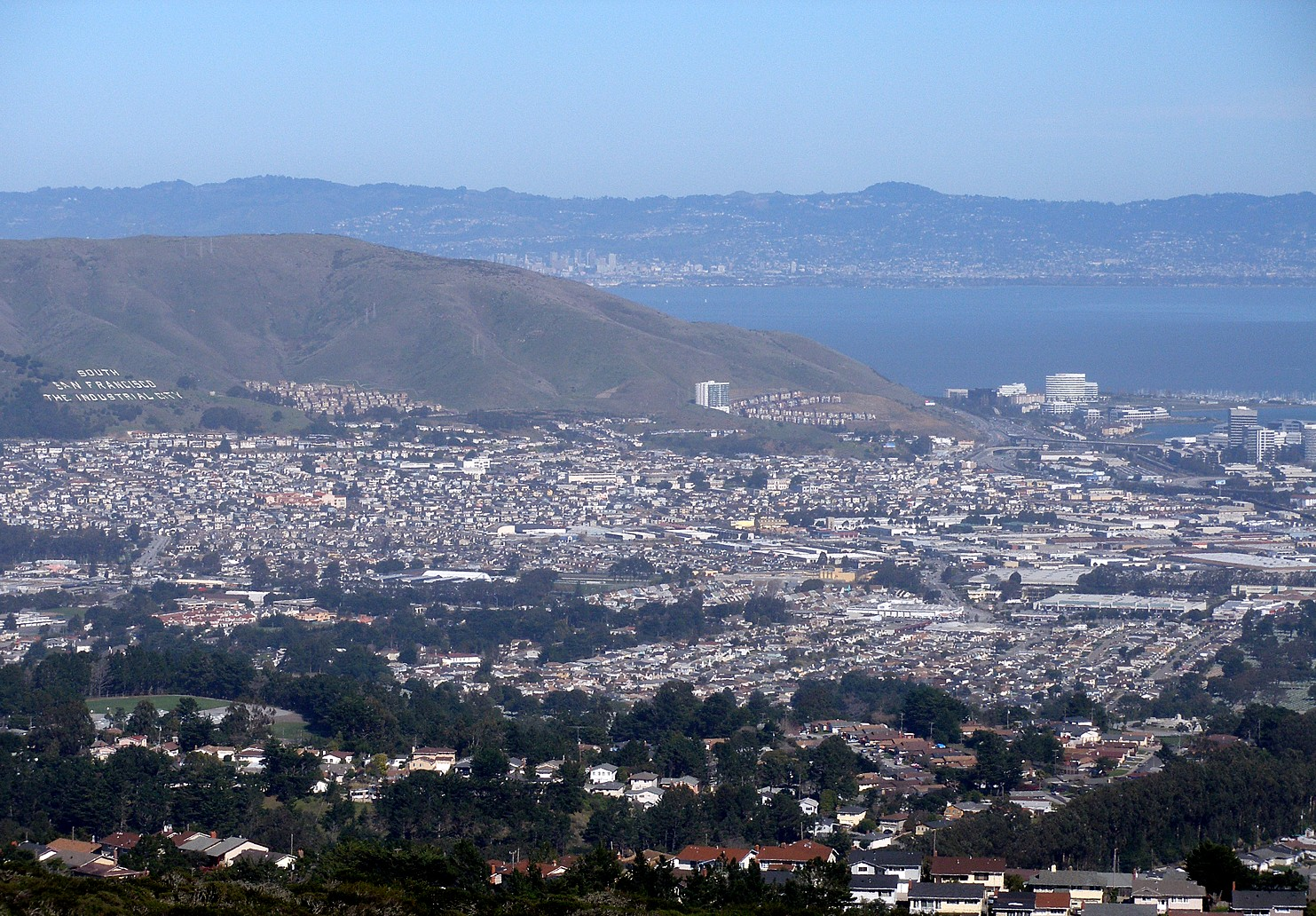
نمای هوایی از شبه جزیره سانفرانسیسکو - ۲۰۰۷

شبه جزیره سانفرانسیسکو (به انگلیسی: San Francisco Peninsula) در کالیفرنیا، خلیج سانفرانسیسکو را از اقیانوس آرام جدا می‌کند. در گوشهٔ شمالی آن شهر سانفرانسیسکو قراردارد. بخشی از شهرستان سانتا کلارا که شامل شهرهای پالو آلتو، لوس آلتوس و مانتین ویو می‌باشد در انتهای جنوبی این شبه جزیره قراردارد.